# Nadeshiko League Division 1 2020
Die Nadeshiko League Division 1 2020 war die 31. Spielzeit der japanischen Fußballliga der Frauen unter diesem Namen. Die reguläre Saison sollte ursprünglich im März beginnen, musste aber aufgrund der COVID-19-Pandemie auf den Juli desselben Jahres verschoben werden. Die Spielzeit endete Ende November, statt ursprünglich Ende Oktober 2020. Anschließend folgen noch die Relegationsspiele um den Verbleib in der ersten Liga. Titelverteidiger war NTV Beleza.

## Teilnehmer und ihre Spielorte
| Team                      | Stadt      | Heimstadion                             |
| ------------------------- | ---------- | --------------------------------------- |
| Albirex Niigata           | Niigata    | Niigata City Athletic Stadium           |
| INAC Kōbe Leonessa        | Kobe       | Noevir Stadium Kobe                     |
| JEF United Ichihara Chiba | Chiba      | Fukuda Denshi Arena                     |
| NTV Beleza                | Tokyo      | Ajinomoto Field Nishigaoka              |
| Cerezo Osaka              | Osaka      | Sports Park Sakura Square Minamitsumori |
| Urawa Red Diamonds        | Saitama    | Urawa Komaba Stadium                    |
| Vegalta Sendai            | Sendai     | Yurtec Stadium Sendai                   |
| Nojima Stella             | Sagamihara | Sagamihara Gion Stadium                 |
| Ehime FC                  | Matsuyama  | Ningineer Stadium                       |
| Iga FC Kunoichi           | Iga        | Sport Ueno-Park Stadium                 |

## Tabelle
| Pl. | Verein                    | Sp. | S  | U | N  | Tore    | Diff. | Punkte |
| --- | ------------------------- | --- | -- | - | -- | ------- | ----- | ------ |
| 1.  | Urawa Red Diamonds        | 18  | 14 | 2 | 2  | 037:170 | +20   | 44     |
| 2.  | INAC Kōbe Leonessa        | 18  | 11 | 2 | 5  | 033:190 | +14   | 35     |
| 3.  | NTV Beleza (M)            | 18  | 9  | 4 | 5  | 045:220 | +23   | 31     |
| 4.  | Cerezo Osaka (R)          | 18  | 8  | 6 | 4  | 032:360 | −4    | 30     |
| 5.  | Albirex Niigata           | 18  | 8  | 3 | 7  | 019:170 | +2    | 27     |
| 6.  | JEF United Ichihara Chiba | 18  | 6  | 5 | 7  | 030:290 | +1    | 23     |
| 7.  | Vegalta Sendai            | 18  | 6  | 4 | 8  | 026:240 | +2    | 22     |
| 8.  | Nojima Stella             | 18  | 4  | 3 | 11 | 018:300 | −12   | 15     |
| 9.  | Iga FC Kunoichi           | 18  | 4  | 2 | 12 | 017:330 | −16   | 14     |
| 10. | Ehime FC (N)              | 18  | 3  | 3 | 12 | 016:460 | −30   | 12     |

| Zum Saisonende 2020:                                                                                             |                                                              |
| Meister der NL Div. 1 2020 Relegationsspiele gegen den Vizemeister der Division 2 Abstieg in die Division 2 2020 |                                                              |
| |                                                              |
| Zum Saisonende 2019:                                                                                             |                                                              |
| (M) | Amtierender Meister: NTV Beleza                              |
| (R) | Gewinner der Relegationsspiele: Cerezo Osaka                 |
| (N) | Neuaufsteiger aus der Nadeshiko League Div. 2 2019: Ehime FC |

## Statistiken

### Torschützenliste
Bei gleicher Anzahl von Treffern sind die Spieler alphabetisch geordnet.
| Platz | Spieler | Mannschaft | Tore |
| ----- | ------- | ---------- | ---- |
| 01    |         |            |      |